# Jørlunde
Jørlunde er en landsby i Nordsjælland med 295 indbyggere  (2024), beliggende i Jørlunde Sogn. Landsbyen ligger i Region Hovedstaden og tilhører Frederikssund Kommune.

## Etymologi
Navnet kendes i afskrift fra et dokument fra 1085 i formen Iurlundaherathi (som navn på Jørlunde Herred) og senere i afskrift af et dokument fra 1321-23 i formen Iurlundæ. Forleddet er det gammeldanske ord iur som betyder vildsvin, og efterleddet er ordet lund. 
Navnet kan således tolkes som "Lundene med vildsvin".

## Historie
Jernalder og vikingetid igennem flyttede de fleste af vore landsbyer med en eller to generationers mellemrum. Det har arkæologerne ikke fundet tegn på for Jørlundes vedkommende. Jørlunde ligger geografisk på den vigtige rute fra Lejre og Roskilde til Sletten Havn og overfarten til Skåne, og umiddelbart syd for vadestedet Brobækken over Græse Å. Netop denne å indgik i den ligeså vigtige øst-vest rute fra Øresund, ad Mølleåen og søerne, over vandskellet ved Buresø og langs Græse Å til Roskilde Fjord.
Inddelingen af Danmark i Sysler og Herreder går tilbage til sen jernalder, tidlig vikingetid. Underinddelingerne i Skiben og Havner udvikledes så i løbet af vikingetiden i takt med dels ledingsvæsenets stadig bedre organisering, dels med retsvæsenets udvikling. Når især herredsinddelingen har påkaldt sig interesse, så er årsagen ganske enkelt, at hovedtrækkene i herredsinddelingen reelt fungerede igennem et helt årtusinde – og ét af herrederne opkaldt efter herredets hovedby, altså den landsby, hvor tinget blev holdt, var Jørlunde Herred. Værd at bemærke er tillige, at i den ældste herredsinddeling skiller Græse Å herrederne, så Jørlunde og den senere købstad Slangerup på åens nordbred lå i hver sit herred.
Der har været spekuleret i at Jørlunde i sen vikingetid og tidlig middelalder har været et centrum for Hvideslægten på Sjælland. På overgangen til middelalderen og et par århundreder frem udgjorde denne klan en dominerende faktor i dansk magtpolitik. En af spekulationerne går på at klanen har kontrolleret handelsruten mellem Øresund og Roskilde Fjord og har befæstet denne. Til befæstningen skulle høre Bastrup Stenhus, kendt siden starten af 1100-tallet. Tårnet udgør med sine svære mure det stærkest befæstede tårn, vi kender fra Danmarks middelalder, og Langsøhus, Borre og Fuglebakken kan tænkes at have indgået i kæden.
At Jørlunde kan have været et klanhovedsæde, fremgår blandt meget andet af, at kirken i Jørlunde er påbegyndt umiddelbart før år 1.000 og fuldført som typisk stormandskirke kort efter århundredskiftet. Kirken blev udstyret med tvillingetårne på samme måde, som vi stadig finder dem på f.eks. Tveje Merløse og Fjenneslev Kirker, der også var stormandskirker. Inde i kirken var der et særligt hævet galleri til klanens overhoveder – i øvrigt med egen sikret indgang.
På åens nordbred ved udflytterbebyggelsen Slangerup har der ligget en kongsgård siden tiden omkring årtusindskiftet. Vi ved med sikkerhed, at Svend Estridsen primært benyttede denne kongsgård og den tilsvarende i Dalby nær Lund. Det kan have været på kongsgården i Slangerup, at den tyske munk Adam af Bremen omkring 1070 sad og skrev på sit værk om kirken i Hamborg og Bremen og missionsvirksomheden i Norden fra år 788 og fremover, den vigtigste skriftlige kilde om Norden indtil 1200-tallet.